# Коксуский район
Коксуский район (каз. Көксу ауданы) — административная единица Жетысуской области Казахстана. Административный центр — село Балпык-Би.

## География
Район в северной части граничит с Каратальским районом, на востоке — с городом Талдыкорган, на юге — с Кербулакским, на западе с Балхашским районами.
В состав Коксуского района входят 10 сельских округов: Айнабулакский с. о., Алгабасский с. о., Балпыкский с. о., Енбекшинский с. о., Мусабекский с. о., Каблисанский с. о., Лабасинский с. о., Муканчинский с. о., Мукринский с. о., Жарлыозекский с. о.
Количество населённых пунктов: 34.
Рельеф в восточной и юго-восточной части горно-возвышенный.
Через территорию района протекают 2 большие и 7 малых рек. Самая крупная из них — река Коксу, которая является основным источником орошения, берёт начало с западных склонов Джунгарского Алатау.
Район относительно хорошо насыщен оросительными сетями, представленными лотковыми каналами. На территории района три источника орошения: р. Коксу, Биже, Муканшы. Водопользователей района обслуживают три межхозяйственных магистральных канала: Левобережный, Бахытжан и Кызылауыз.
Климат континентальный. Средние температуры января от −9 до −7 °C, июля 22—24°С. В некоторых местах температура зимой может падать до −35 °C. Годовое количество атмосферных осадков в равнинной местности составляет 150—250 мм, в горных районах — 400—550 мм.
Растут полынь, белый саксаул; в горных и прибрежных районах произрастают шиповник, ива, дикая яблоня, тополь, ель, карагач. 
Водятся волк, лисица, заяц, косуля, кабан, суслик; из птиц — кеклик, беркут, фазан, рябчик, снегирь, перепел.
На территории района разведаны запасы золота и серебра, а также строительных материалов.

## История
Район был образован Указом Верховного Совета Казахской ССР 8 мая 1944 года под наименованием Кировский. В 1993 году Кировский район был переименован в Коксуский. В 1997 году в связи с упразднением Талды-Курганской области Коксуский район вошёл в состав Алматинской области.

## Административное деление
1. Айнабулакский сельский округ
2. Алгабасский сельский округ
3. Енбекшинский сельский округ
4. сельский округ Кабылиса
5. Лабасинский сельский округ
6. Муканчинский сельский округ
7. Мукринский сельский округ
8. Жарлыозекский сельский округ

## Население
Национальный состав (на начало 2019 года):
- казахи — 34 167 чел. (82,18 %)
- русские — 4 430 чел. (10,65 %)
- азербайджанцы — 1 337 чел. (3,22 %)
- корейцы — 395 чел. (0,95 %)
- татары — 380 чел. (0,91 %)
- уйгуры — 205 чел. (0,49 %)
- немцы — 184 чел. (0,44 %)
- чеченцы — 157 чел. (0,38 %)
- другие — 323 чел. (0,78 %)
- Всего — 41 578 чел. (100,00 %)

## Известные земляки
- Васильев, Илларион Романович (1910—1969) — стрелок 4-й роты 2-го батальона 1075-го стрелкового полка 316-й стрелковой дивизии 16-й армии Западного фронта, Герой Советского Союза (1942).
- Сенгирбаев, Мусабек (1917—1941) — стрелок 4-й роты 2-го батальона 1075-го стрелкового полка 316-й стрелковой дивизии 16-й армии Западного фронта, красноармеец, Герой Советского Союза (1942).
- Захаров, Пётр Валентинович (1977—2000) — Герой Российской Федерации (2000), командир разведывательной группы 84-го отдельного разведывательного полка, участник второй чеченской войны, старший лейтенант.
- Закаев, Ахмед Халидович (род.1959) — «бригадный генерал» самопровозглашённой Чеченской Республики Ичкерия (ЧРИ) в 1994—2000.